# Kenneth Cockrell
Kenneth Dale Cockrell (Austin, 9 april 1950) is een voormalig Amerikaans ruimtevaarder. Cockrell zijn eerste ruimtevlucht was STS-56 met de spaceshuttle Discovery en vond plaats op 8 april 1993. Tijdens de missie werd onderzoek gedaan met behulp van ATLAS-2 (Atmospheric Laboratory for Applications and Sciences).
Cockrell maakte deel uit van NASA Astronaut Group 13. Deze groep van 23 astronauten begon hun training in januari 1990 en werden in juli 1991 astronaut. In totaal heeft Cockrell vijf ruimtevluchten op zijn naam staan, waaronder meerdere missies naar het Internationaal ruimtestation ISS. In 2006 verliet hij NASA en ging hij als astronaut met pensioen. 